# 宮脇純太
宮脇 純太（みやわき じゅんた、1997年6月14日 - ）は、日本の男性プロレスラー。香川県高松市出身。プロレスリング・ノア所属。血液型O型。

## 経歴
学生時代にプロレスラーを目指し、中学・高校と柔道に打ち込んだ。高校卒業後の16年4月、プロレスリング・ノアへ入門。約8ヶ月の厳しい練習に耐え、2016年12月11日には地元・高松大会にてプレデビュー戦としてバトルロイヤルへ出場した。
正式デビュー前の2017年7月には地元の高松大会で挨拶を行い、2017年8月12日の横浜ラジアントホール『Summer Navig. 2017 vol.2』における熊野準戦で正式デビューを果たした。
2022年6月、ウルティモ・ドラゴンの協力でメキシコにて若手選手を受け入れられる体制が作られたのを受け、本人の希望によりメキシコへ無期限の武者修行という形で派遣。
同年12月23日に帰国しGHCジュニアヘビー級王者のAMAKUSAに挑戦表明。
2023年1月1日、日本武道館大会でAMAKUSAのGHCジュニアヘビー級王座に挑戦するも惜敗した。

## 得意技

### フィニッシュ・ホールド
サンシャインドライバー
五輪メダリスト・鈴木桂治からエッセンスを伝授され、また命名された必殺技。
一本背負いの形で相手の右腕を捕らえてそのまま相手を担ぎ上げ、ファルコン・アローのように相手を前方へ投げ落としながら開脚ジャンプして尻餅着地し、相手を後頭部から背面にかけてマットに叩きつける変形ファルコン・アロー。
ファルコン・アロー
宮脇の海外遠征前の決め技で、帰国後も重要局面で使用する技。
ブレーンバスターの状態で相手を抱え上げたあと、前方へ投げ落としながら開脚ジャンプして尻餅着地して相手を後頭部から背面にかけてマットに叩きつける。
キムラ・ロック
いわゆる「羽根折り腕固め」、「チキンウィング・アームロック」、「ダブル・リスト・ロック」と呼ばれる関節技。宮脇も柔道経験者であることから、柔道出身レスラーの木村政彦にちなんで「キムラ・ロック」の名前にこだわっている。
腕ひしぎ逆十字固め
宮脇の腕ひしぎ逆十字固めは走り込んできた相手にカウンターの一本背負いを決め、そのまま移行するパターンを多用することがある。

### 投げ技
一本背負い
柔道の経験を活かした得意技。宮脇の一本背負いは、走ってくる相手へのカウンターとして使うことも多い。
スイングDDT
宮脇のDDTは、ロープを蹴って敢行する。
変型DDT
ベアハッグ状態の相手に決めるDDT。
フィッシャーマンズ・スープレックスホールド
フィッシャーマンズ・バスター

### 飛び技
三角飛び式トルニージョ
三角飛びの体勢から敢行するトルニージョ。

### 打撃技
ドロップキック
ミサイルキック

## タイトル歴
プロレスリング・ノア
- GHCジュニアヘビー級タッグ王座（第62代）（パートナーはAMAKUSA）
- U-CUP 優勝（2022年）（宮脇のパートナーは原田大輔、小峠篤司、大原はじめ）
- NOAH Jr. TAG LEAGUE 優勝（2025年）（パートナーはAMAKUSA）

## 人物
目標とする選手として原田の名を挙げている。
体型に似合わず大食いで、西永秀一レフェリーによると田上明の経営するステーキ屋で1kgのステーキを軽く平らげたり、川田利明の経営する店で3kgのローストポークを平らげたりしたことがあるという。

## 入場テーマ曲
- White Riot